# كولين فيرث
كولين فيرث (بالإنجليزية: Colin Firth)‏ (مواليد 10 سبتمبر 1960) ممثل مسرحي سينمائي وتلفزيوني إنجليزي. حاز أول اهتمام جماهيري أثناء تجسيده لدور «مستر دارسي» في مسلسل تلفزيوني مستوحى من رواية جاين أوستن كبرياء وتحامل. رُشح مرتين لجائزة الأوسكار عن دوره في فيلمي أسينغل مان وخطاب الملك، كما رُشح 5 مرات لجائزة البافتا ليفوز في 2010 بجائزة بافتا لأفضل ممثل في دور رئيسي عن دوره في فيلم أسينغل مان ليفوز في العام الذي يليه ببافتا أفضل ممثل لدور رئيسي عن دوره في فيلم خطاب الملك وهو نفس الدور الذي حاز عنه جائزة غولدن غلوب لأفضل ممثل بفيلم درامي وأيضا جائزة نقابة ممثلي الشاشة "Screen Actors Guild " لأفضل أداء متميز للمثل عن دور رئيسي، وفازة عليه كذلك بلأوسكار.
تتضمن أعمال فيرث الشهيرة الأخرى أفلاما من قبيل: المريض الإنجليزي شكسبير عاشقا، مذكرات بريدجيت جونز، ماما ميا! وحب حقيقي. حاز في 2011 على نجمة باسمه في ممر الشهرة في هوليوود.

## حياته المهنية

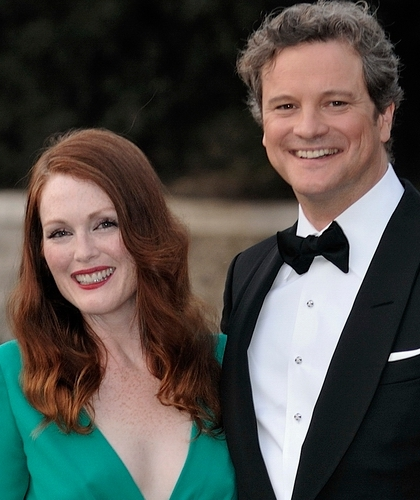
جوليان مور وكولين فيرث في العرض الأول لفيلم A Single Man في مهرجان البندقية السينمائي

### 1983- 1994: فتى «البريت باك»
بعد أن لعب دور هاملت في عروض نهاية السنة في مدرسة دراما سنتر، رأى كاتب المسرح جوليان ميتشل فيرث، وأسند إليه دور فتى المدرسة العامة الطموح ومثلي الجنس غاي بينيت في مسرحية بلد آخر (بالإنجليزية: Another Country) من إنتاج مسارح وست اند عام 1983. عام 1984، ظهر فيرث في فيلمه الأول بدور تومي جود، صديق بينيت في المدرسة المغاير الجنس والماركسي في الفيلم المقتبس من المسرحية (بينما لعب روبرت إيفرت دور غاي بينيت). شكّل ذلك بداية نزاع علني طويل الأمد بين فيرث وإيفرت، ولكنه انتهى لاحقًا. سطع نجمه مع لورنس أوليفيه في فيلم إمبراطوريات ضائعة (بالإنجليزية: Lost Empires) (1986)، وهو عبارة عن مسلسل تلفزيوني قصير مقتبس من رواية لجيه. بي. بريستلي.
عام 1987، أطلق على فيرث ومجموعة من الممثلين الصاعدين مثل تيم روث، وبروس باين، وبول مكغان لقب مجموعة «البريت باك». في العام نفسه، مثّل مع كينيث براناه في فيلم شهر في الريف (بالإنجليزية:  A Month in the Country) المقتبس عن رواية لجيه. إل. كار. لاحظت شيلا جونستون موضوعًا مشتركًا في كل أعماله في بداية حياته المهنية وهو دور المتضررين من الحرب. جسّد فيرث حياة الجندي البريطاني روبرت لورنس إم سي الواقعية في برنامج الدراما بعنوان السقوط (بالإنجليزية: Tumbledown) على محطة بي بي سي عام 1988. أُصيب لورنس إصابات خطيرة في معركة ماونت تمبلداون خلال حرب الفوكلاند، ويصوّر الفلم صراعه للتأقلم مع إعاقته بشكل مفصل بينما يواجه حالة عدم اكتراث من قبل الحكومة والشعب. أثار الفلم جدلًا في ذلك الوقت، وانتقدته أطراف الطيف السياسي اليسرى واليمنى. حصد فيرث جائزة جمعية التلفزيون الملكي عن فئة أفضل ممثل، وترشح لجائزة الأكاديمية البريطانية لفنون السينما والتلفزيون عام 1989. عام 1989، لعب دور البطولة في فيلم فالمونت (بالإنجليزية: Valmont) لميلوش فورمان، المُقتبس عن رواية العلاقات الخطرة (بالفرنسية: Les Liaisons Dangereuses). أُطلق هذا الفيلم بعد مرور عام فقط على فيلم علاقات خطرة ولم يترك أثرًا كبيرًا مقارنة فيه. في العام نفسه، لعب دور شخص مذعور وغريب أطوار اجتماعيًا في فيلم التشويق النفسي الأرجنتيني الشقة رقم صفر (بالإنجليزية: Apartment Zero).

### 2012 حتى الوقت الحالي
في شهر مايو من عام 2011، بدأ فيرث بتصوير فيلم مناورة بارعة (بالإنجليزية: Gambit)- وهو إعادة إنتاج لفيلم الجريمة مناورة بارعة  الذي أُطلق في ستينيات القرن العشرين، ولعب دورًا قام بأدائه مايكل كاين في الفيلم الأصلي. أُطلق في المملكة المتحدة في شهر نوفمبر من عام 2012 ولقي فشلًا على الصعيدين الاقتصادي والنقدي، وحصل على العديد من التقييمات النقدية السلبية. كتب الصحفي كيم نيومان في مجلة إمباير: «بدأ فيرث بتقليد هدوء كاين لكن سرعان ما تراجع ليعود إلى طبيعته الباردة الإنجليزية المعتادة»، في حين وصفت شركة تايم آوت في لندن «أداءه بالمحبوب»، على الرغم من انتقادها للفيلم ككل. كتب ستيفن دالتون على موقع هوليود ريبورتر الأخباري قائلًا: «يجعل فيرث أداءه قائمًا على واقع متشائم، بينما ينغمس كل من حوله في بحث مستميت عن القليل من الضحكات المصطنعة». سيظهر في العرض الأول للفيلم التوجيهي الأمير السعيد (بالإنجليزية: The Happy Prince) لروبرت إيفرت الذي يتناول سيرة حياة أوسكار وايلد.

## الترشيحات لجائزة الأوسكار
أفضل ممثل رئيسى عام 2010 عن فيلم A Single Man
أفضل ممثل رئيسى عام 2011 عن فيلم The King's Speech وفاز بها

## الترشيحات لجائزة الجولدن جلوب
أفضل ممثل رئيسى عام 2010 عن فيلم A Single Man
أفضل ممثل رئيسى عام 2011 عن فيلم The King's Speech وفاز بها

## وصلات خارجية
- كولين فيرث على موقع IMDb (الإنجليزية)
- كولين فيرث على موقع ميتاكريتيك (الإنجليزية)
- كولين فيرث على موقع الموسوعة البريطانية (الإنجليزية)
- كولين فيرث على موقع روتن توميتوز (الإنجليزية)
- كولين فيرث على موقع مونزينجر (الألمانية)
- كولين فيرث على موقع قاعدة بيانات الأفلام العربية
- كولين فيرث على موقع ألو سيني (الفرنسية)
- كولين فيرث على موقع ميوزك برينز (الإنجليزية)
- كولين فيرث على موقع تيرنر كلاسيك موفيز (الإنجليزية)
- كولين فيرث على موقع أول موفي (الإنجليزية)